# Mokattam

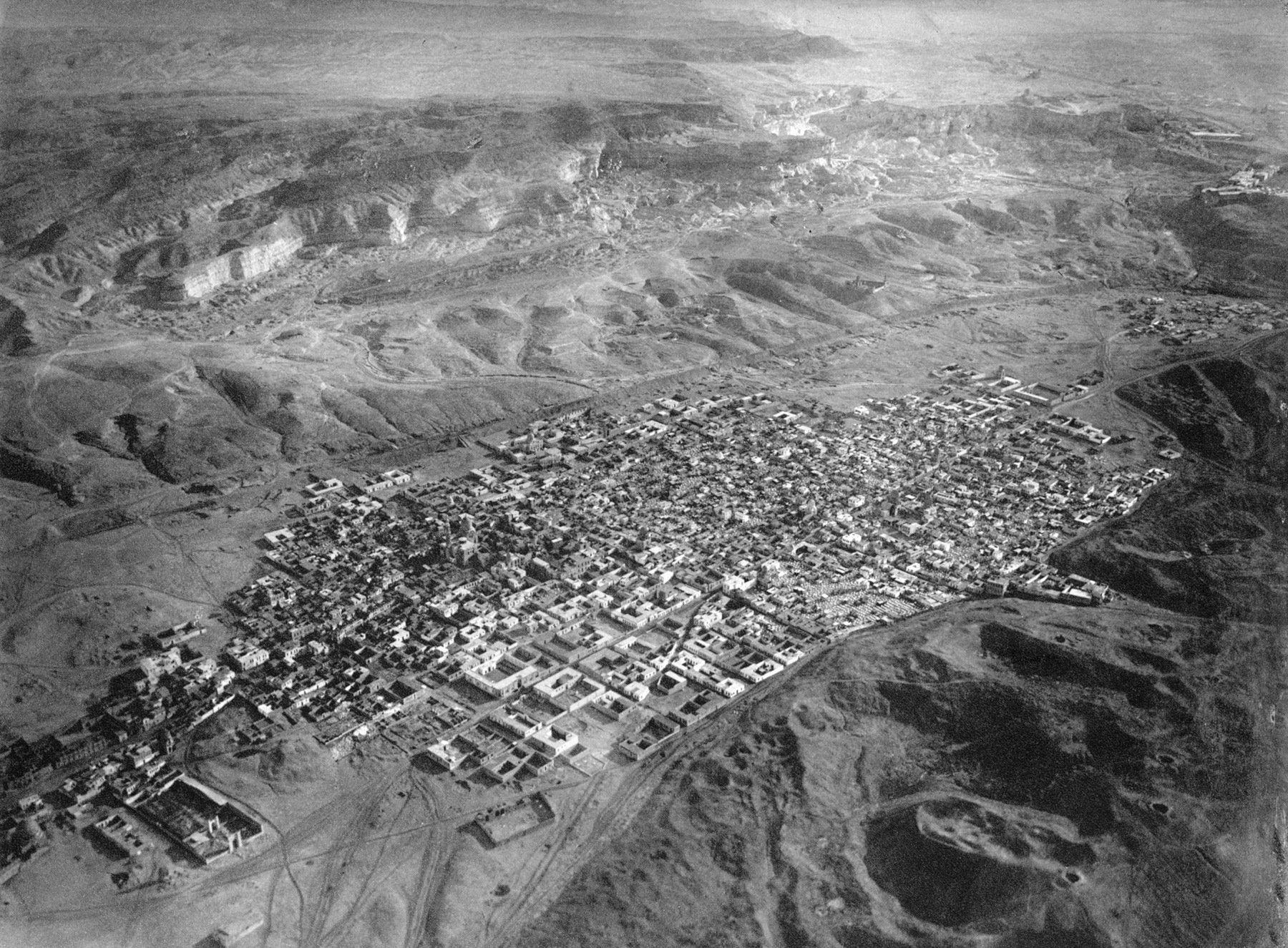
Mokattam (zone supérieure), au-dessus de la Cité des Morts — nécropole du Caire, dans une vue aérienne de 1904 réalisée par Eduard Spelterini depuis une montgolfière.

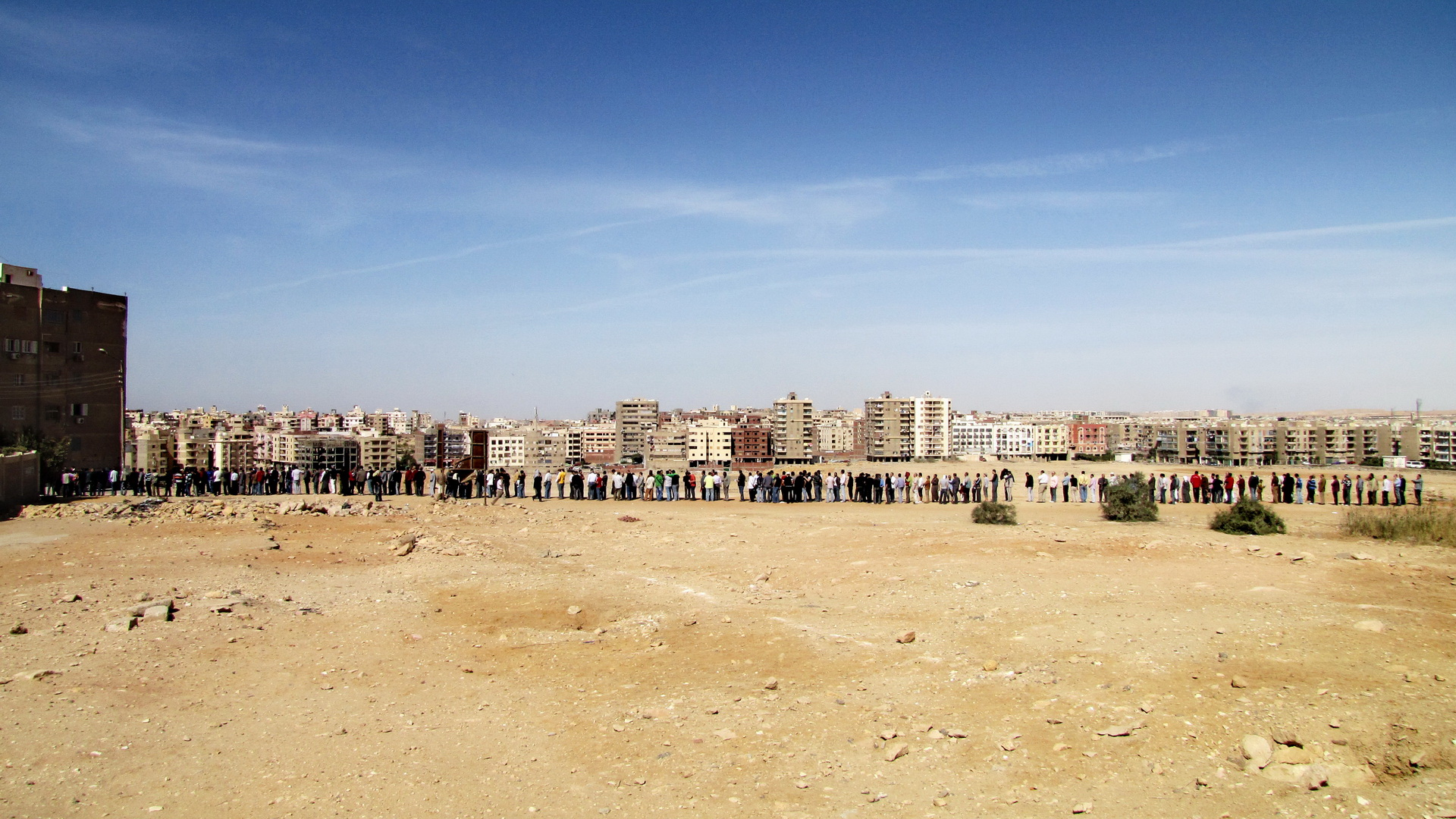
La zone le jour des élections, 2011.

Le Mokattam (arabe égyptien [elmoˈʔɑtˤ.tˤɑm], également orthographié Muqattam), également connu sous le nom de montagne ou collines de Mukattam, est le nom d'un plateau du désert oriental ainsi que du district construit dessus, dans le secteur sud du Caire, en Égypte,,.

## Étymologie
Le nom arabe Mokattam signifie coupé ou brisé et fait apparemment référence à la façon dont la basse chaîne de collines est divisée en trois sections. Paul Casanova a défendu l'idée qu'il s'agit d'une corruption d'un ancien nom Maqaduniya (arabe : مقدونية), mentionné dans les sources arabes médiévales, qu'il tire de Makhetow (Ancien égyptien : « Échelles des Deux Terres »), un des noms de Memphis.

## Relief
Le segment le plus élevé est un relief de basse montagne appelé « montagne Moqattam ». Au cours de l'antiquité, cette chaîne de montagnes basses était un important site égyptien d'exploitation de carrière de calcaire, utilisé dans la construction de temples et de pyramides,.

## Urbanisme

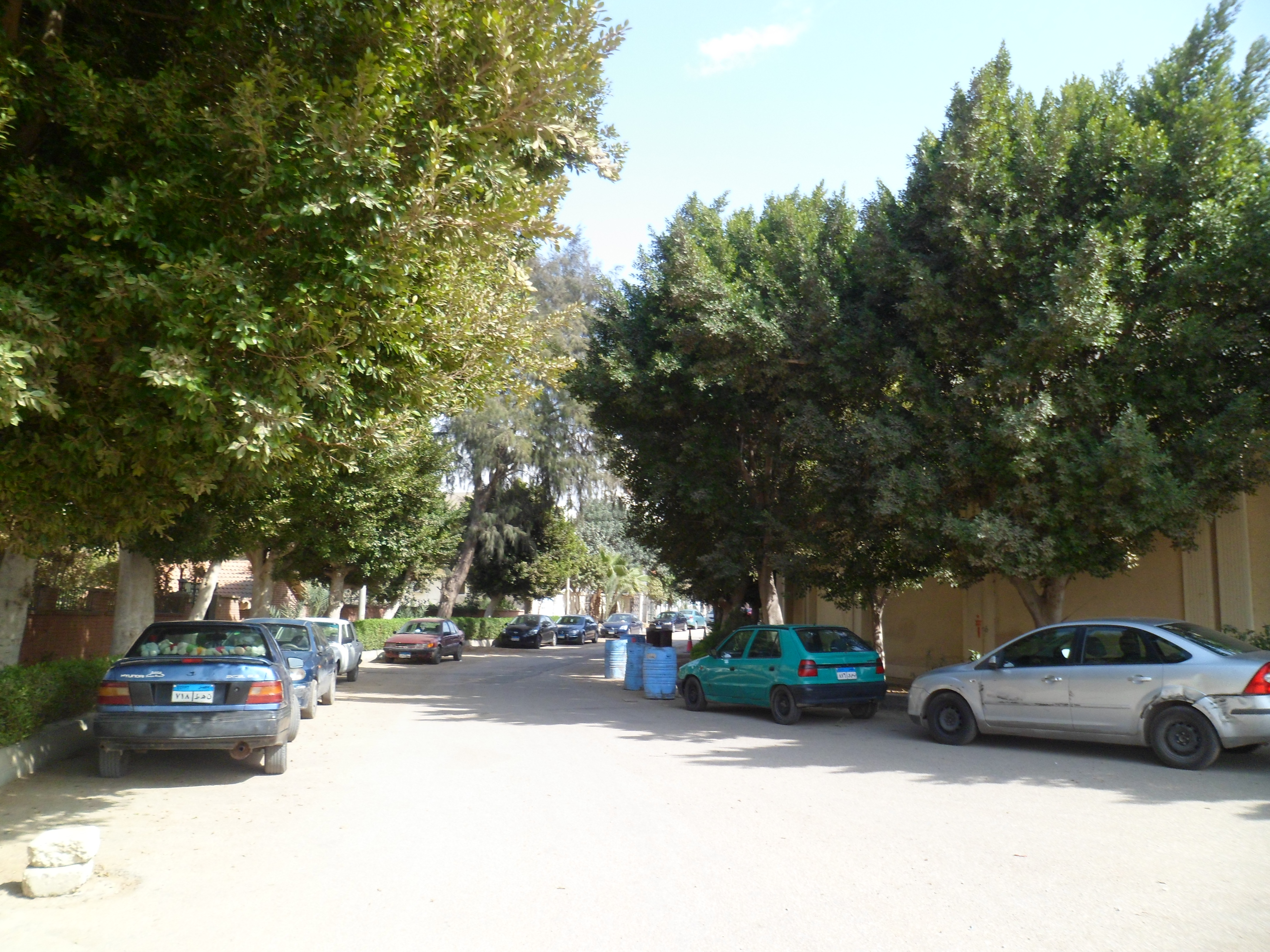
Rue n°8-Mokattam

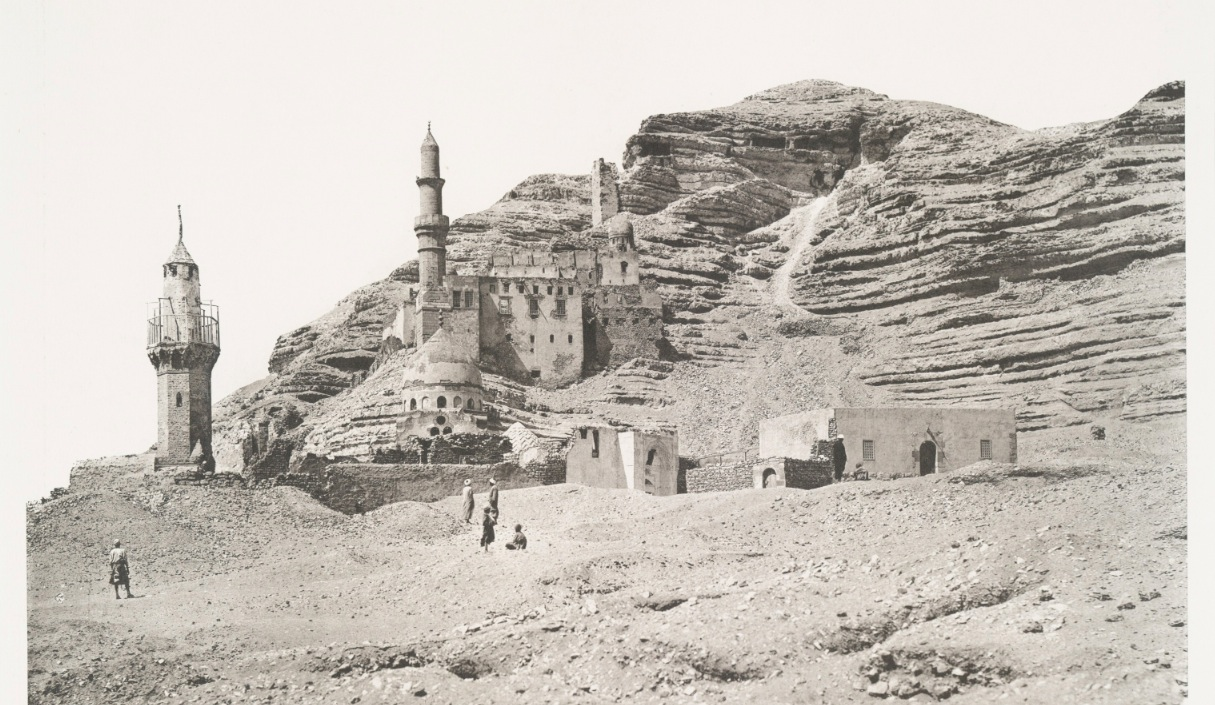
Un exemple d'intégration de l'architecture dans le paysage vers 1887

Les collines se trouvent dans la région de l'ancienne Fustat, la nouvelle capitale d'Égypte fondée par 'Amr ibn al-'As après la conquête musulmane de l'Égypte en 642 de notre ère.
Le peuple Zabbaleen, qui fait partie intégrante de la collecte et du traitement des déchets solides municipaux du Caire, vit à Manshiyat Naser, la ville des déchets, au pied des collines de Mokattam.

## Circonscription municipale et population

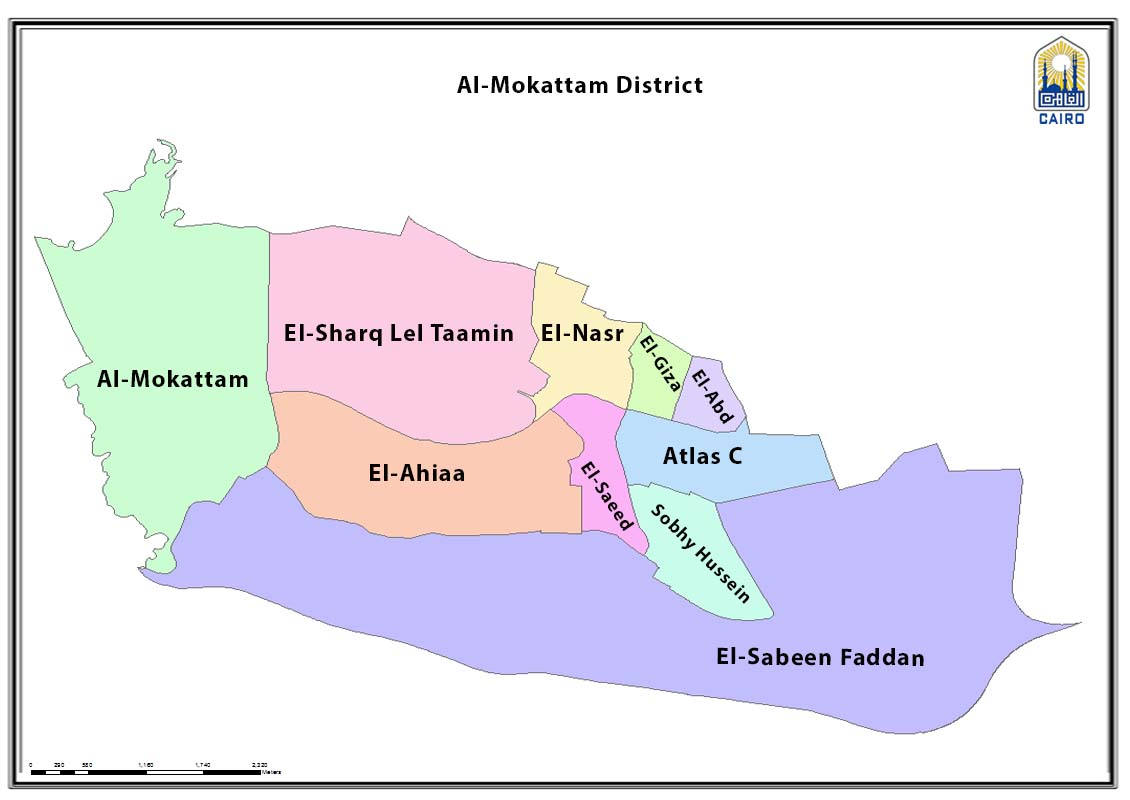
Carte du district de Mokattam, Le Caire

Le district de Moqattam se situe dans la zone sud du Caire, en Égypte. En 2017, elle comptait 224 138 habitants répartis dans ses dix chikhas :
| Chikha                 | Code 2017 | Population |
| ---------------------- | --------- | ---------- |
| `Abd, al-              | 011210    | 13 792     |
| Aḥyâ'                  | 011202    | 24 202     |
| Aṭlas C                | 011209    | 39 191     |
| Jîza (Gizeh)           | 011205    | 15 361     |
| Moukaṭṭam              | 011201    | 19 426     |
| Nasr al-               | 011203    | 9 903      |
| Sab`în Faddân, al-     | 011207    | 47 943     |
| Sharq li-l-Ta'mîn, al- | 011204    | 19 743     |
| Subḥî Husayn           | 011208    | 19 389     |
| Ṣa`îd, al-             | 011206    | 15 188     |

## Simon le Tanneur
Mokattam est particulièrement connu dans l'Église copte, car on raconte  que la montagne s'est élevée, comme en lévitation, lorsque le pape copte Abraham d'Alexandrie, suivant les conseils de saint Simon le Tanneur, a célébré une messe à proximité, afin de prouver au calife que l'Évangile est vrai lorsqu'il dit que « si l'on a la foi comme un grain de moutarde, on peut déplacer une montagne ». Le nom « Montagne brisée » vient du fait que dans l'histoire, la montagne se détache du sol, s'élève dans les airs avant de redescendre.

## Sports
À Mokattam, comme ailleurs au Caire, les habitants soutiennent soit Al Ahly SC, soit El Zamalek. Pour autant, le quartier de Mokattam possède lui-même une équipe de football qui joue en troisième division égyptienne, appelée Masr Le El Tammeen. De plus, le club de première division Al Mokawloon Al Arab SC se trouve en réalité à la frontière de la montagne Mokkattam.

## Voir également
- Maqaduniya, une région de l'Égypte médiévale
- Cité des Morts, nécropole islamique et cimetière
- Liste des types de calcaire, les anciens Égyptiens exploitaient du calcaire dans les collines